# Erebia anyuica
Erebia anyuica är en fjärilsart som beskrevs av Kurentzov 1966. Erebia anyuica ingår i släktet Erebia och familjen praktfjärilar. Inga underarter finns listade i Catalogue of Life.